# Ona Batlle
Ona Batlle Pascual (Vilassar de Mar, 1999. június 10. –) spanyol női válogatott labdarúgó. A Barcelona védője.

## Pályafutása
A Manchester United 2020 júliusában kínált fel számára szerződést. Ona villámgyorsan beilleszkedett az angol bajnokság légkörébe és a védelem egyik legbiztosabb pontjává vált, ráadásul a szezon végén csapata az Év játékosa címmel tüntette ki.
Szerződése lejártával hároméves megállapodást írt alá a Barcelona gárdájához 2023. június 19-én.

### A válogatottban
A spanyol korosztályos válogatottak sikerkorszakában az U17-esekkel és az U19-esekkel megnyert Európa-bajnoki aranyérmei mellé, még egy U17-es ezüstöt és egy világbajnoki bronzérmet szerzett. Az U20-asokkal világbajnoki második helyezést ért el.
Bemutatkozására 2019. május 24-én került sor, mikor a 63. percben váltotta Celia Jiménezt a Kanada elleni gól nélküli mérkőzésen.
2022 szeptemberében több játékostársával egyetemben bojkottálta a válogatott részvételt, a vezetőség és az RFEF amatőr hozzáállása miatt. A világbajnokság előtt azonban kompromiusszumot kötött a szövetség a játékosokkal, így Batlle is a keret tagjaként vehetett részt a 2023-as rendezvényen, ahol a La Roja színeiben világbajnoki címet szerzett.

## Sikerei

### Klubcsapatokban
Spanyol bajnok (2):
- Barcelona (2): 2023–24, 2024–25

 Spanyol kupagyőztes (3):
- Barcelona (1): 2017, 2023–24, 2024–25

 Spanyol szuperkupa-győztes (1):
- Barcelona (1): 2023–24

 Copa Catalunya győztes (1):
- Barcelona (1): 2017

Bajnokok Ligája győztes (1):
- Barcelona (1): 2023–24

### A válogatottban
Spanyolország
- Világbajnok (1): 2023
- U20-as világbajnoki ezüstérmes (1): 2018
- U17-es világbajnoki bronzérmes (1): 2016
- U19-es Európa-bajnoki aranyérmes (1): 2017
- U17-es Európa-bajnoki aranyérmes (1): 2015
- U17-es Európa-bajnoki ezüstérmes (1): 2016
- SheBelieves-kupa ezüstérmes (1): 2020[6]
- Arnold Clark-kupa ezüstérmes (1): 2022[7]